# سفيد باغ (صوغان)
سفید باغ (بالفارسية: سفید باغ) هي قرية تقع في إيران في قسم صوغان الريفي.